# 新潟県道210号遅場見附線
新潟県道210号遅場見附線（にいがたけんどう210ごう おそばみつけせん）は新潟県三条市を起点に、同県長岡市を経由し同県見附市に至る一般県道である。

## 概要

### 路線データ
- 起点：新潟県三条市大字葎谷（もぐらだに）字坂田（新潟県道183号鞍掛八木向線交点）
- 終点：新潟県見附市細越2丁目（新潟県道19号見附栃尾線交点）

## 通過する自治体
- 新潟県
  - 三条市 - 長岡市 - 見附市

## 接続する道路
- 新潟県道183号鞍掛八木向線（起点：三条市大字葎谷（もぐらだに）字坂田）

この間通行規制区間あり（場所：長岡市葎谷（むぐらだに）、内容：終日・全面通行止、理由：土砂崩れ、期間：2011年（平成23年）7月29日～当分の間、迂回路：国道）（2011年（平成23年）12月13日現在）
- 新潟県道317号上塩栃尾線（長岡市上塩字下夕原、「長岡市立上塩小学校」前）
- 新潟県道9号長岡栃尾巻線（長岡市上塩 - 長岡市二日町で重複）
- 国道290号（人面交差点）
- 新潟県道213号下田見附線・新潟県道442号杉沢上樫出線（見附市杉澤町字谷内林）
- 新潟県道19号見附栃尾線（終点：見附市細越2丁目）

## 周辺
- 長岡市立上塩小学校
- 見附市立見附第二小学校
- 二日町郵便局
- 杉沢簡易郵便局
- 守門川
- 刈谷田川
- 水ノ木峠